# Bill English

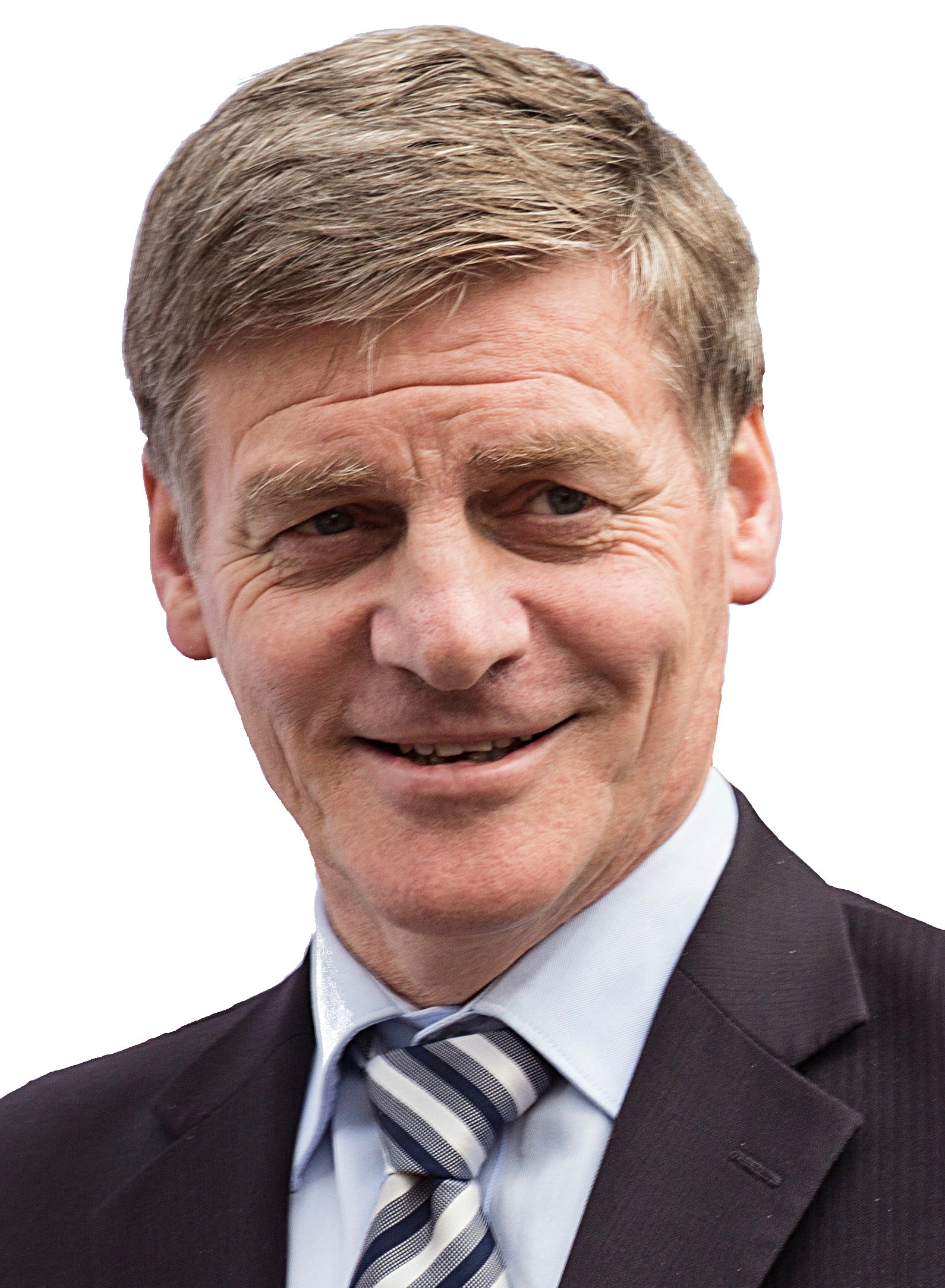
Bill English (2016)

Sir Simon William „Bill“ English KNZM (* 30. Dezember 1961 in Lumsden) ist ein neuseeländischer Politiker. English war vom 12. Dezember 2016 bis zum 25. Oktober 2017 der 39. Premierminister von Neuseeland.

## Leben
Bill English wurde am 30. Dezember 1961 in Lumsden geboren, besuchte das St Patrick’s College im Stadtteile Silverstream in Upper Hutt und studierte anschließend Commerce (Handel) an der University of Otago und englische Literatur an der Victoria University in Wellington. Beruflich startete er als Finanzanalyst und ging später zurück zur Farm seiner Familie in Dipton nahe Lumsden. Von dort aus startete er seine Karriere als Politiker.

## Politische Karriere
English ist Mitglied der konservativen New Zealand National Party und gehört seit dem 27. Oktober 1990 dem neuseeländischen Parlament an. Vom 8. Oktober 2001 bis zum 28. Oktober 2003 führte er die Opposition seiner Partei im Parlament, hatte vom 29. Februar 1996 an verschiedene Ämter als Minister, darunter das des Finanzministers, das er 1999 für knapp 11 Monate innehatte und dann vom 19. November 2008 bis zum 12. Dezember 2016 ausfüllte. Während dieser Zeit war English auch Deputy Prime Minister (stellvertretender Premierminister) neben John Key, der das Amt des Premierministers im Dezember 2016 an English übergab. Bei der Parlamentswahl im September 2017 wurde die New Zealand National Party mit English als Spitzenkandidat trotz einiger Verluste stärkste Kraft. Doch schloss die New Zealand Labour Party mit ihrer Spitzenkandidatin Jacinda Ardern eine Koalition mit der Partei New Zealand First von Winston Peters, toleriert von der Green Party of Aotearoa New Zealand. Am 26. Oktober 2017 wurde Ardern als Premierministerin vereidigt und English übernahm die Rolle des Oppositionsführers. Am 4. Juni 2018 wurde er als Knight Companion des New Zealand Order of Merit geadelt.